# Cethosia gabinia
Cethosia gabinia is een vlinder uit de familie van de Nymphalidae. De wetenschappelijke naam van de soort is voor het eerst geldig gepubliceerd in 1883 door Gustav Weymer.